# چارلی دولین
چارلی دولین (انگلیسی: Charlie Devlin؛ زادهٔ ۲۳ فوریهٔ ۱۹۹۸) بازیکن فوتبال اهل انگلستان است که در پست هافبک یا مهاجم برای بیرمنگام سیتی در مسابقات قهرمانی زنان فوتبال انگلستان بازی می‌کند.
وی همچنین در تیم‌های ملی فوتبال زیر ۱۷ سال زنان انگلستان و  زیر ۱۹ سال زنان انگلستان بازی کرده است.